# Saint-Samson (Mayenne)
Saint-Samson è un comune francese soppresso e frazione del dipartimento della Mayenne nella regione dei Paesi della Loira. Dal 1º gennaio 2016 si è fuso con il comune di Pré-en-Pail per formare il nuovo comune di Pré-en-Pail-Saint-Samson.

## Società

### Evoluzione demografica
Abitanti censiti